# Тврђава Антонија
Тврђава Антонија је било војно утврђење у старом Јерусалиму, које је у другој половини 1. века п. н. е. обновио јеврејски владар Ирод Велики.  Тврђава је названа по свом оснивачу Марку Антонију, који ју је подигао пре битке код Акцијума 31. п. н. е., у којој је био поражен од стране јединица Октавијана Августа. Утврђење је подигнуто у Јерусалиму на месту ранијег Птолемејског и Хасмонејског упоришта. Изграђено је на источном крају великог зида града, на североисточној страни града, близу Храмовне горе и бање Витезида.

## Описи тврђаве
Иако модерне реконструкције често приказују тврђаву као кулу на сваком од четири угла, историчар Јосиф Флавије говори о њој као о кули Антониа, и наводи је да ју је изградио Јован Хиркан за чување одела које се користе у Храму.
Неки археолози сматрају да је тврђава била само једна кула, која се налазила у југоисточном углу локације.
Јосиф потврђује важност Антоније: "Јер ако је Храм лежао као тврђава над градом, Антониа је доминирала храмом, а становници тог места били су чувари све три." Јосиф је поставио Антонију на северозападни угао колонада које окружују Храм. Модерни прикази често показују да је Антониа лоцирана дуж северне стране ограђеног храма. Међутим, Јосифов опис опсаде Јерусалима указује на то да је био одвојен од самог храма и да је вероватно повезан са две колонаде са уским простором између њих. Јосифови наводи указују на раздвајање од 600 стопа између два комплекса.
До Првог јеврејско-римског рата, Антонија је држала део римског гарнизона у Јерусалиму. Римљани су такође складиштили хаљине високог свештеника унутар тврђаве.
За време одбране Иродовог храма, јеврејски борци наводно су срушили кулу Антонија. Јосиф је непоколебљив, јер Јевреји нису имали шансе да униште огромну римску утврду са зидовима од 60 стопа, коју су браниле хиљаде римских трупа. То је се могло односити на разарање два моста од 600 стопа. То је испунило пророчанство: "Када се тргну зидови, Храм пада." Римски војници су онда пожурили да саграде опсаде на северном зиду Храма. Битка је трајала све док нису заузели светилиште.
Традиционално се сматрало да је близина тврђаве Антониа касније постала место преторијума, и да је ова последња зграда била место где је Исус Христ одведен да стоји пред Понтијем Пилатом. Међутим, ова традиција се заснивала на погрешној претпоставци да је простор римских камених плоча, откривен испод Храма Христовог страдања, био плочник који Библија описује, док нова археолошка истраживања показују да су ове плоче поплочавање форума из 2. века, које је цар Хадријан саградио као део изградње Елије Капитолине. Место Форума је раније било велики отворени базен, базен Струтхион, који су изградили Хасмонејци. Јосиф га је поменуо као да се налази у близини тврђаве у 1. веку, и још увек је присутан испод Хадријанових камених плоча.
Попут Филона, Јосиф је потврдио да су римски управитељи остали у Херодовој палати док су били у Јерусалиму.
Тврђаву су уништили Римљани током опсаде Јерусалима 70. године.